# Vebret
Vebret település Franciaországban, Cantal megyében. Lakosainak száma 514 fő (2022. január 1.). Vebret Antignac, Champs-sur-Tarentaine-Marchal, La Monselie, Le Monteil, Saignes, Ydes, Bort-les-Orgues és Madic községekkel határos.

## Népesség
A település népessége az elmúlt években az alábbi módon változott:
| Lakosok száma | 578  | 559  | 533  | 470  | 497  | 507  | 506  | 509  | 511  | 514  |
|               | 1968 | 1982 | 1990 | 2006 | 2013 | 2015 | 2017 | 2019 | 2020 | 2022 |